# Triaenodes bifasciatus
Triaenodes bifasciatus är en nattsländeart som beskrevs av Navás 1934. Triaenodes bifasciatus ingår i släktet Triaenodes och familjen långhornssländor. Inga underarter finns listade i Catalogue of Life.